# Dication
Un dication est un cation, avec une charge 2+, formé par le retrait de deux électrons à une espèce neutre. 
Le dications diatomiques correspondant à des espèces stables neutres (par exemple H2+
2 formé par retrait de deux électrons à H2) se décomposent souvent rapidement en deux particules élémentaires chargées (H+), du fait de la perte d'électrons dans leur orbitale moléculaire liante. Les niveaux d'énergie des dications diatomiques peuvent être étudiées avec une bonne résolution en mesurant le rendement d'une paires d'électrons à énergie cinétique nulle obtenue par double photoionisation d'une molécule comme fonction de la longueur d'onde photoionisante (threshold photoelectrons coincidence spectroscopy - TPEsCO). Le dication He2+
2 est cinétiquement stable.
Un exemple de dication diatomique stable qui n'est pas formé par oxydation d'une molécule diatomique neutre est le cation dimercure Hg2+
2. Un exemple de dication polyatomique est S2+
8, formé par oxydation de S8 et instable, continuant à s'oxyder SO2 avec le temps.
Beaucoup de dications organiques peuvent être détectés par spectrométrie de masse, par exemple CH2+
4 (complexe CH2+
2 - H2) ou le dication acétylène C2H2+
2. Le dication adamantyle a aussi été synthétisé. 

## Présence dans l'espace
Plusieurs ions dont la charge excède 1 sont présents dans le plasma provenant du Soleil, le vent solaire. Parmi ceux-là, le plus abondant dication est He2+. Cependant, des dications moléculaires, en particulier CO22+, n'ont jamais pu être détectés en dehors de la Terre bien que prédit par les modèles notamment sur Mars. En 2020, la présence du dication moléculaire CO22+ fût confirmée sur Mars ainsi que dans la coma de la comète 67P.